# گرند سام مارتل
گرند سام مارتل (به لاتین: Grand Som Martel) یک کوه در سوئیس است که در کانتون نوشاتل واقع شده‌است. گرند سام مارتل ۱٬۳۳۷ متر بالاتر از سطح دریا واقع شده‌است.